# Carcinome urothélial papillaire non infiltrant de haut grade
Le carcinome urothélial papillaire infiltrant de haut grade (OMS 1973 G2b et G3) est un type de lésion urothéliale papillaire.

## Microscopie
- Tumeur papillaire exophytique et/ou endophytique
- désorganisation architecturale
- perte de maturation en surface
- atypies cytonucléaires marquées
- nombreuses mitoses étagées
- noyaux globuleux, hyperchromatiques et nucléolés

### Diagnostic différentiel morphologique
- Carcinome urothélial papillaire non infiltrant de bas grade

## Pronostic
- Taux de récidive élevé (60-85%)
- Risque élevé de progression vers une tumeur infiltrante (20 à 35%)

## Traitement - Prise en charge
- BCG-thérapie